# Hemonia rotundata
Hemonia rotundata är en fjärilsart som beskrevs av Pieter Cornelius Tobias Snellen 1879. Hemonia rotundata ingår i släktet Hemonia och familjen björnspinnare. Inga underarter finns listade i Catalogue of Life.